# Max Wilhelm Carl Weber

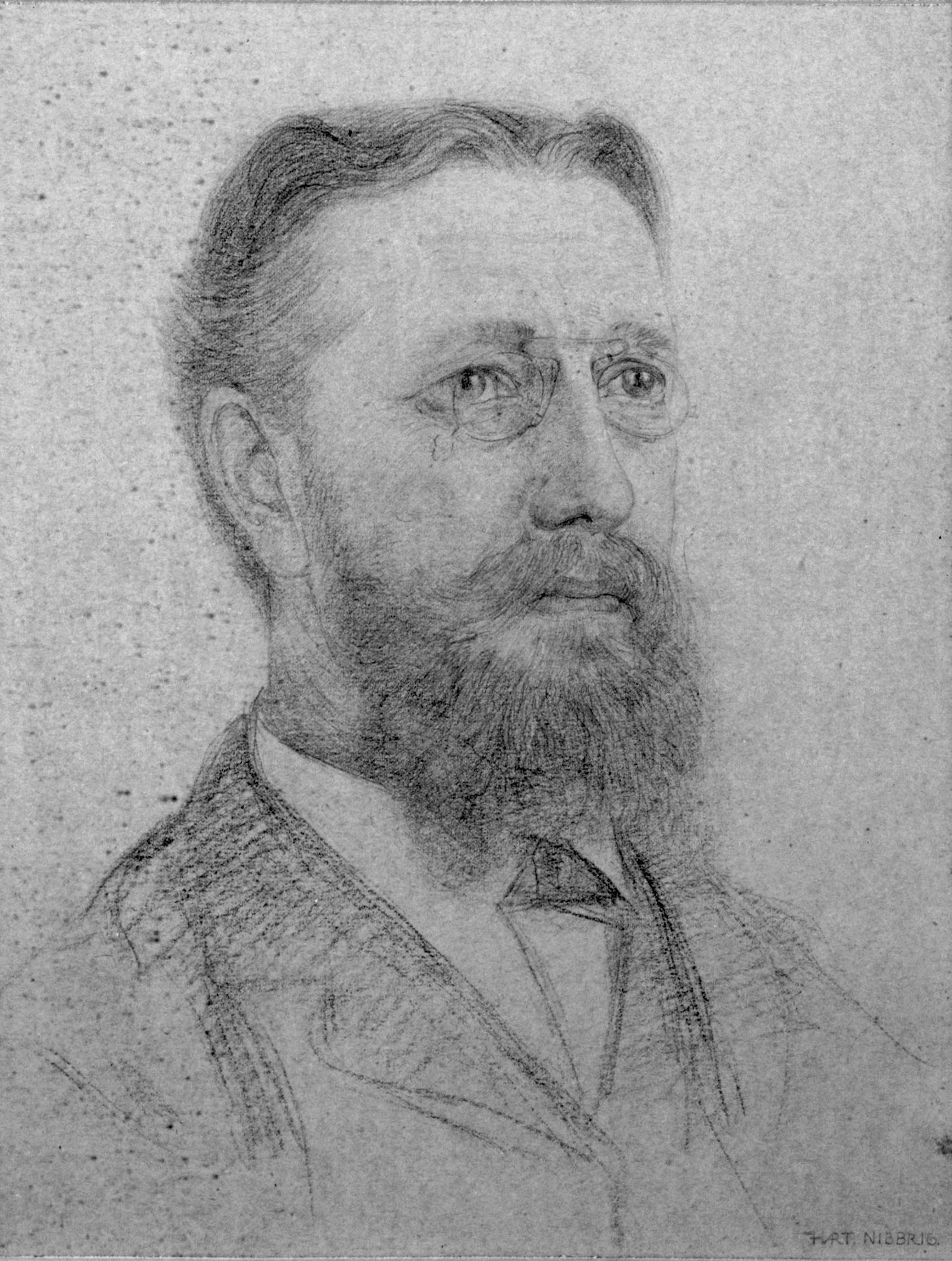
Max Wilhelm Carl Weber (1852-1937) (Ferdinand Hart Nibbrig)

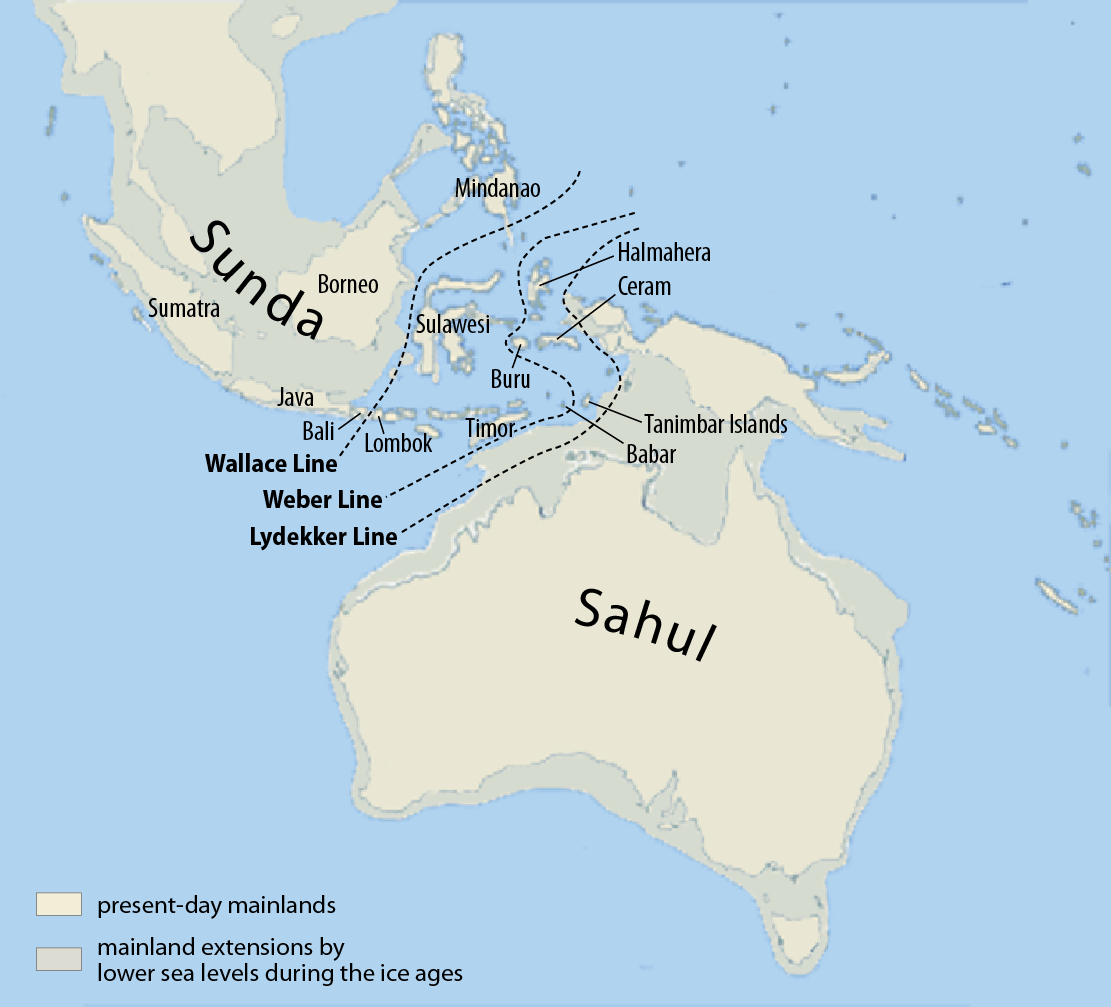
De lijn van Weber

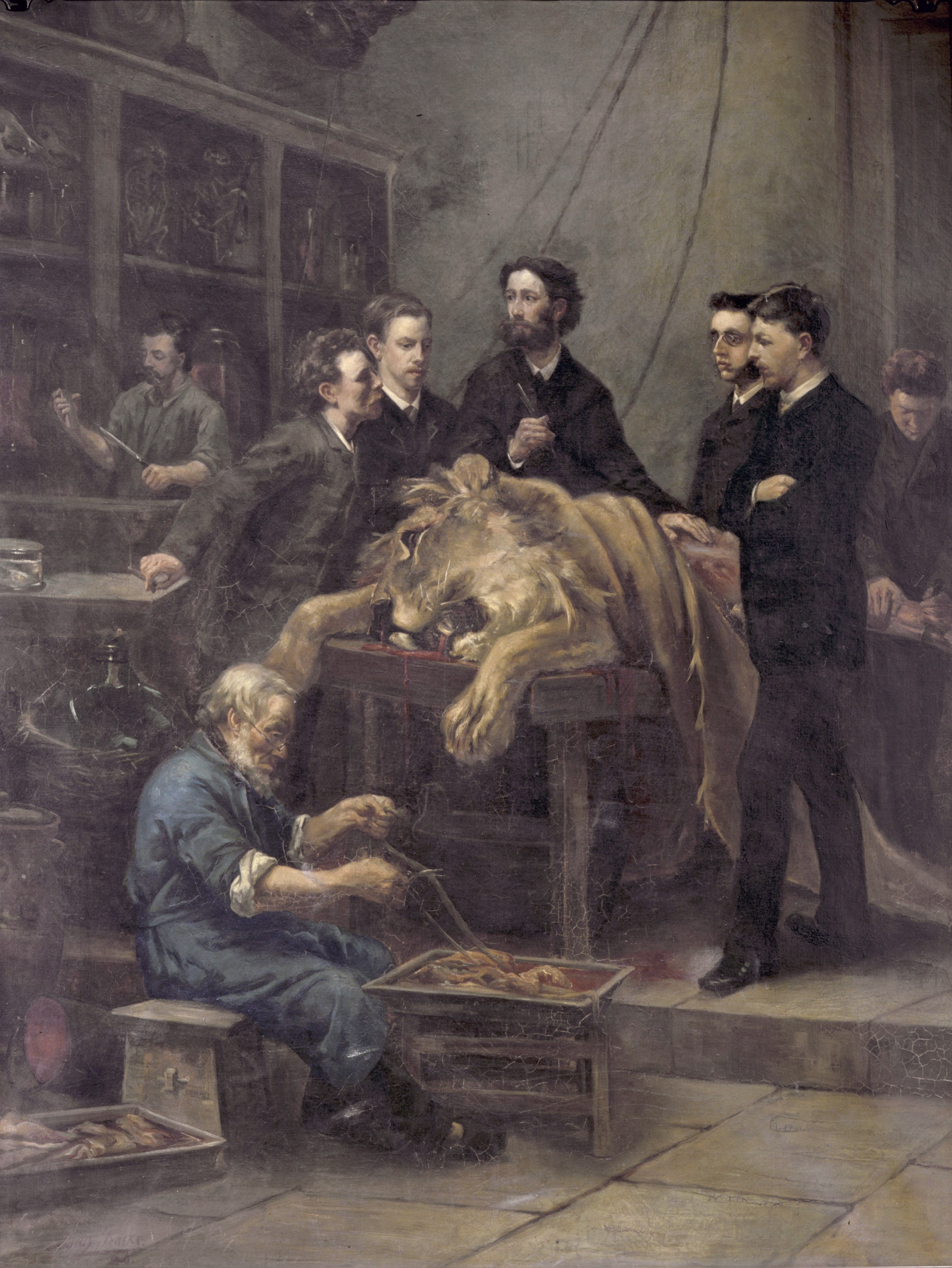
Anatomische les door Max Weber (Louis Stracké, 1886)

Max Wilhelm Carl Weber (Bonn, 5 december 1852 – Eerbeek, 7 februari 1937) was een Nederlandse zoöloog van Duitse origine.

## Biografie
Max Wilhelm Carl Weber was de zoon van de Duitse kunsthandelaar Hermann Weber en de van origine Nederlandse Wilhelmina van der Kolk. Zijn opleiding en het begin van zijn wetenschappelijke loopbaan doorliep hij in Duitsland. In 1879 kwam hij op uitnodiging van professor Max Fürbringer naar Amsterdam waar hij als ontleedkundige in de zoölogie aan de Universiteit van Amsterdam werd aangesteld. Een jaar later werd hij lector in Utrecht. In 1883 kreeg hij een professoraat in Amsterdam. In datzelfde jaar trouwde hij met Anna van Bosse, een plantkundige die eveneens in 1852 was geboren en die jong weduwe was geworden. Zij was een leerling van Hugo de Vries.
In 1887 werd hij genaturaliseerd tot Nederlander, en een jaar later maakte hij zijn eerste reis naar Nederlands-Indië. Vanaf 1892 was hij directeur van het Zoölogisch Museum van de Universiteit van Amsterdam. In 1899-1900 leidde hij daar de Siboga-expeditie, genoemd naar de kanonneerboot Hr. Ms. Siboga, waarmee tijdens de expeditie oceanografisch werk werd gedaan, en met succes: Weber ontdekte 131 tot dan toe onbekende vissoorten. Weber is de bedenker van de zogenaamde Lijn van Weber; een denkbeeldige lijn door Wallacea. De lijn van Weber scheidt duidelijker dan de lijn van Wallace de zoogdierfauna tussen enerzijds (westelijk) het Oriëntaals gebied en anderzijds (oostelijk) het Australaziatisch gebied. De lijn onderscheidt ook beter de fauna's van diverse ongewervelde landdieren, vogels en vlinders.

## Eerbeek
Weber en zijn vrouw hebben veel invloed gehad in Eerbeek. Hun landgoed, het Huis te Eerbeek, trok met zijn laboratorium en collectie aan exotische dieren en planten vele biologen en botanici naar het dorp. Ook richtte Weber de Boerenleenbank op, en een imkersvereniging die de jaarlijkse bijenmarkt organiseerde en nog steeds organiseert. Verder stichtte hij het gemeenschapsgebouw Eerbeeks Belang. Nog altijd verwijzen het Weberbos, de Professor Weberlaan en de Max Weberstam van Scouting Eerbeek naar de bekende oud-inwoner van het dorp. In Grand Café de Korenmolen dat vroeger deel uitmaakte van zijn landgoed hangt nog steeds zijn portret.
Het landgoed werd na de dood van de Webers nagelaten aan Stichting Het Geldersch Landschap, en is momenteel in gebruik als hotel-restaurant. De tuin met zijn exotische bomen is grotendeels opengesteld voor het publiek. Het graf van Max en Anna Weber, op de algemene begraafplaats in Eerbeek, werd in 2007 gerestaureerd.

## Publicaties
- Weber, M. [W. C.] (ed.), 1890-1907. Zoologische Ergebnisse einer Reise in Niederländisch Ost-Indien, 1 (1890-1891): [i-v], i-xi, maps I-III, 1-460, pls. I-XXV; 2 (1892): [i-v], 1-571, pls. I-XXX; 3 (1894): [i-v], 1-476, pls. I-XXII; 4 (1897-1907): [i-v], 1-453, pls. I-XVI (E. J. Brill, Leiden).
- Weber, M. [W. C.], 1902. Introduction et description de l'expedition", I. Siboga-expeditie.
- Weber, M. [W. C.], 1904b. Enkele resultaten der Siboga-expeditie. Versl. gewone Vergad. wis- en natuurk. Afd. K. Akad. Wet. Amsterdam, 12 (2): 910-914.
- Weber, M. [W. C.] & L. F. de Beaufort, 1911-1962. The fishes of the Indo-Australian Archipelago, I (1911). Index of the ichthyological papers of P. Bleeker: i-xi, 1-410, 1 portrait; II. (1913). Malacopterygii, Myctophoidea, Ostariophysi: I Siluroidea: i-xx, 1-404, 1 portrait; III.